# 밥 싱클레어

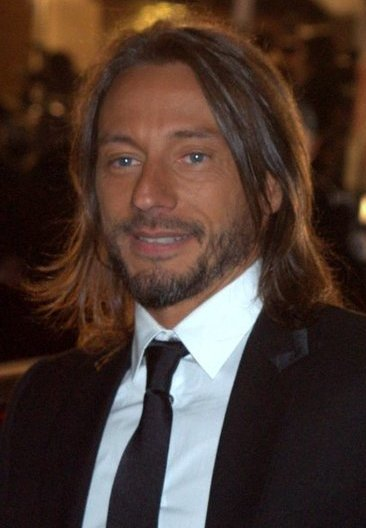
2011년 모습

밥 싱클레어(Bob Sinclar, 본명: Christophe Le Friant, 1969년 5월 10일 ~ )는 프랑스의 음악 프로듀서, DJ, 리믹서이다. 레코드 레이블 옐로 프로덕션의 소유주이다.

## 디스코그래피
스튜디오 음반
- Paradise (1998)
- Champs Elysées (2000)
- III (2003)
- Western Dream (2006)
- Soundz of Freedom (2007)
- Born in 69 (2009)
- Made in Jamaïca (2010)
- Disco Crash (2012)
- Paris by Night (2013)